# SIBC
SIBC (ang. Shetland Islands Broadcasting Company) – komercyjna rozgłośnia radiowa, jedyna stacja nadająca z Wysp Szetlandzkich. Słyszana jest też na części Orkadów oraz na wodach wokół wysp. Siedziba radia mieści się w Lerwick, największym mieście owego terenu i jest tam najpopularniejszą ze stacji. Nadaje na falach 96,2 MHz, przy czym w Lerwick posiada odmienną częstotliwość 102,2 MHz, a nadawane jest z wieży na Bressay.
Radio powstało 26 listopada 1987 roku i od samego początku audycje nadawane są w języku angielskim. Posiada licencję (nr 	AL131-2) OFCOM, organizacji kontrolującej media w Wielkiej Brytanii.
Właścicielem rozgłośni jest Shetland Islands Broadcasting Company Limited, część Commercial Radio Companies Association.